# Liste des mammifères aux îles Féroé
Pour des articles plus généraux, voir Liste des mammifères au Danemark et Faune aux îles Féroé.

Carte topographique des îles Féroé.

Localisation des îles Féroé en Europe.

Cette liste commentée recense la mammalofaune aux îles Féroé. Elle répertorie les espèces de mammifères féroïens actuels et celles qui ont été récemment classifiées comme éteintes (à partir de l'Holocène, depuis donc 11 700 ans av. J.‑C.). Cette liste comporte 38 espèces réparties en six ordres et quatorze familles, dont quatre sont « en danger », deux sont « vulnérables », une est « quasi menacée » et cinq ont des « données insuffisantes » pour être classées (selon les critères de la liste rouge de l'UICN au niveau mondial).
Elle contient au moins trois espèces introduites sur ce territoire, qui sont plus ou moins bien acclimatées. Il peut contenir aussi dans cette liste des animaux non reconnus par la liste rouge de l'UICN (aucun mammifère ici) et ils sont classés en « non évalué » : cela étant dû notamment au manque de données et à des espèces domestiques, disparues ou éteintes avant le XVIe siècle. Il n'existe pas aux îles Féroé d'espèces de mammifères endémiques. Comme sous-espèce endémique, il y a par exemple Mus musculus faeroensis.

## Statuts de la liste rouge de l'UICN
Les statuts de conservation utilisés par la liste rouge de l'UICN mondiale sont :
| (EX) | Éteint                  | Il n'y a pas le moindre doute sur le fait que le dernier spécimen recensé est mort.                                                                   |
| (EW) | Éteint à l'état sauvage | L'espèce est connue uniquement en captivité ou en tant que population naturalisée bien en dehors de son ancienne aire de répartition.                 |
| (CR) | En danger critique      | L'espèce risque prochainement de s'éteindre à l'état sauvage.                                                                                         |
| (EN) | En danger               | L'espèce fait face à un très gros risque d'extinction à l'état sauvage.                                                                               |
| (VU) | Vulnérable              | L'espèce fait face à un gros risque d'extinction à l'état sauvage.                                                                                    |
| (NT) | Quasi menacé            | L'espèce ne satisfait pas un ou plusieurs des critères prévus qui permettraient de la catégoriser, mais pourrait risquer de s'éteindre dans le futur. |
| (LC) | Préoccupation mineure   | Il n'y a pas de risque identifiable pour l'espèce. |
| (DD) | Données insuffisantes   | Il n'y a pas d'information adéquate qui permettraient de faire une évaluation des risques pour cette espèce.                                          |
| (NE) | Non évalué              | L'espèce n'a pas encore été confrontée aux critères précédents, n'est pas reconnue par l'UICN ou bien s'est éteinte avant le XVIe siècle.             |

## Ordre:Primates

### Famille:Hominidés
| Nom binominal, nom vulgaire et citation d'auteurs | Nom vulgaire féroïen (Fo) et danois (Da) (langues officielles des îles Féroé) | Origine et statut aux îles Féroé | Aire de répartition                    | Statut UICN mondial | Image         |
| ------------------------------------------------- | ----------------------------------------------------------------------------- | -------------------------------- | -------------------------------------- | ------------------- | ------------- |
| Homo sapiens (Homme moderne) Linnaeus, 1758       | Fo : Menniskja Da : Menneske                                                  | Allochtone,                      | Aire de répartition de l'Homme moderne | [ 3 ]               | Homme moderne |

## Ordre:Lagomorphes

### Famille:Léporidés
| Nom binominal, nom vulgaire et citation d'auteurs | Nom vulgaire féroïen (Fo) et danois (Da) (langues officielles des îles Féroé) | Origine et statut aux îles Féroé | Aire de répartition                    | Statut UICN mondial | Image           |
| ------------------------------------------------- | ----------------------------------------------------------------------------- | -------------------------------- | -------------------------------------- | ------------------- | --------------- |
| Lepus timidus (Lièvre variable) Linnaeus, 1758    | Fo : Snjóhara Da : Snehare                                                    | Allochtone (Introduit),          | Aire de répartition du Lièvre variable | [ 4 ]               | Lièvre variable |

## Ordre:Rodentiens

### Famille:Muridés
| Nom binominal, nom vulgaire et citation d'auteurs   | Nom vulgaire féroïen (Fo) et danois (Da) (langues officielles des îles Féroé) | Origine et statut aux îles Féroé | Aire de répartition                    | Statut UICN mondial | Image        |
| --------------------------------------------------- | ----------------------------------------------------------------------------- | -------------------------------- | -------------------------------------- | ------------------- | ------------ |
| Mus musculus (Souris grise) Linnaeus, 1758          | Fo : Heimamús Da : Lys husmus                                                 | Allochtone (Introduit)           | Aire de répartition de la Souris grise | [ 6 ]               | Souris grise |
| Rattus norvegicus (Rat surmulot) (Berkenhout, 1769) | Fo : Brúna rottan Da : Brun rotte                                             | Allochtone (Introduit)           | Aire de répartition du Rat surmulot    | [ 8 ]               | Rat surmulot |

## Ordre:Chiroptères

### Famille:Vespertilionidés
| Nom binominal, nom vulgaire et citation d'auteurs                             | Nom vulgaire féroïen (Fo) et danois (Da) (langues officielles des îles Féroé) | Origine et statut aux îles Féroé | Aire de répartition                                | Statut UICN mondial | Image                    |
| ----------------------------------------------------------------------------- | ----------------------------------------------------------------------------- | -------------------------------- | -------------------------------------------------- | ------------------- | ------------------------ |
| Eptesicus nilssonii (Sérotine de Nilsson) (Keyserling & Blasius, 1839)        | Fo : Norðflogmús Da : Nordflagermus                                           | Erratique,                       | Aire de répartition de la Sérotine de Nilsson      | [ 10 ]              | Sérotine de Nilsson      |
| Eptesicus serotinus (Sérotine commune) (Schreber, 1774)                       | Fo : Niðuflogmús Da : Sydflagermus                                            | Erratique                        | Aire de répartition de la Sérotine commune         | [ 11 ]              | Sérotine commune         |
| Nyctalus leisleri (Noctule de Leisler) (Kuhl, 1817)                           | Fo : Leislerflogmús Da : Leislers flagermus                                   | Erratique                        | Aire de répartition de la Noctule de Leisler       | [ 12 ]              | Noctule de Leisler       |
| Pipistrellus nathusii (Pipistrelle de Nathusius) (Keyserling & Blasius, 1839) | Fo : Trøllflogmús Da : Troldflagermus                                         | Erratique                        | Aire de répartition de la Pipistrelle de Nathusius | [ 13 ]              | Pipistrelle de Nathusius |
| Vespertilio murinus (Sérotine bicolore) Linnaeus, 1758                        | Fo : Hýggiflogmús Da : Skimmelflagermus                                       | Erratique                        | Aire de répartition de la Sérotine bicolore        | [ 14 ]              | Sérotine bicolore        |

## Ordre:Cétacés

### Famille:Balænidés
| Nom binominal, nom vulgaire et citation d'auteurs                         | Nom vulgaire féroïen (Fo) et danois (Da) (langues officielles des îles Féroé) | Origine et statut aux îles Féroé | Aire de répartition                                            | Statut UICN mondial | Image                                |
| ------------------------------------------------------------------------- | ----------------------------------------------------------------------------- | -------------------------------- | -------------------------------------------------------------- | ------------------- | ------------------------------------ |
| Eubalaena glacialis (Baleine franche de l'Atlantique Nord) (Müller, 1776) | Fo : — aucun — Da : Nordkaper                                                 | Autochtone (Disparu),            | Aire de répartition de la Baleine franche de l'Atlantique Nord | [ 16 ]              | Baleine franche de l'Atlantique Nord |

### Famille:Balænoptéridés
| Nom binominal, nom vulgaire et citation d'auteurs            | Nom vulgaire féroïen (Fo) et danois (Da) (langues officielles des îles Féroé) | Origine et statut aux îles Féroé | Aire de répartition                        | Statut UICN mondial | Image            |
| ------------------------------------------------------------ | ----------------------------------------------------------------------------- | -------------------------------- | ------------------------------------------ | ------------------- | ---------------- |
| Balaenoptera acutorostrata (Baleine de Minke) Lacépède, 1804 | Fo : Sildreki Da : Vågehval                                                   | Autochtone,                      | Aire de répartition de la Baleine de Minke | [ 17 ]              | Baleine de Minke |
| Balaenoptera borealis (Rorqual boréal) Lesson, 1828          | Fo : Seiðhvalur Da : Sejhval                                                  | Autochtone                       | Aire de répartition du Rorqual boréal      | [ 18 ]              | Rorqual boréal   |
| Balaenoptera musculus (Rorqual bleu) (Linnaeus, 1758)        | Fo : Royður Da : Blåhval                                                      | Autochtone                       | Aire de répartition du Rorqual bleu        | [ 19 ]              | Rorqual bleu     |
| Balaenoptera physalus (Rorqual commun) (Linnaeus, 1758)      | Fo : Nebbafiskur Da : Finhval                                                 | Autochtone                       | Aire de répartition du Rorqual commun      | [ 20 ]              | Rorqual commun   |
| Megaptera novaeangliae (Baleine à bosse) (Borowski, 1781)    | Fo : Kúlubøka Da : Pukkelhval                                                 | Autochtone                       | Aire de répartition de la Baleine à bosse  | [ 21 ]              | Baleine à bosse  |

### Famille:Delphinidés
| Nom binominal, nom vulgaire et citation d'auteurs                      | Nom vulgaire féroïen (Fo) et danois (Da) (langues officielles des îles Féroé) | Origine et statut aux îles Féroé | Aire de répartition                                  | Statut UICN mondial | Image                         |
| ---------------------------------------------------------------------- | ----------------------------------------------------------------------------- | -------------------------------- | ---------------------------------------------------- | ------------------- | ----------------------------- |
| Delphinus delphis (Dauphin commun à bec court) Linnaeus, 1758          | Fo : — aucun — Da : Kortnæbbede almindelige delfin                            | Erratique,                       | Aire de répartition du Dauphin commun à bec court    | [ 24 ]              | Dauphin commun à bec court    |
| Stenella coeruleoalba (Dauphin bleu et blanc) (Meyen, 1833)            | Fo : — aucun — Da : Stribet delfin                                            | Erratique,                       | Aire de répartition du Dauphin bleu et blanc         | [ 26 ]              | Dauphin bleu et blanc         |
| Tursiops truncatus (Grand Dauphin commun) (Montagu, 1821)              | Fo : Hvessingur Da : Øresvin                                                  | Autochtone                       | Aire de répartition du Grand Dauphin commun          | [ 27 ]              | Grand Dauphin commun          |
| Globicephala melas (Globicéphale noir) (Traill, 1809)                  | Fo : Grindahvalur Da : Langfinnet grindehval                                  | Autochtone                       | Aire de répartition du Globicéphale noir             | [ 28 ]              | Globicéphale noir             |
| Grampus griseus (Dauphin de Risso) (G. Cuvier, 1812)                   | Fo : — aucun — Da : Rissos delfin                                             | Autochtone                       | Aire de répartition du Dauphin de Risso              | [ 29 ]              | Dauphin de Risso              |
| Orcinus orca (Orque) (Linnaeus, 1758)                                  | Fo : Mastrarhvalur Da : Spækhugger                                            | Autochtone                       | Aire de répartition de l'Orque                       | [ 30 ]              | Orque                         |
| Lagenorhynchus acutus (Lagénorhynque à flancs blancs) (Gray, 1828)     | Fo : Skjórutur springari Da : Hvidskæving                                     | Autochtone                       | Aire de répartition du Lagénorhynque à flancs blancs | [ 31 ]              | Lagénorhynque à flancs blancs |
| Lagenorhynchus albirostris (Lagénorhynque à rostre blanc) (Gray, 1846) | Fo : Kjafthvítur springari Da : Hvidnæse                                      | Autochtone                       | Aire de répartition du Lagénorhynque à rostre blanc  | [ 32 ]              | Lagénorhynque à rostre blanc  |

### Famille:Monodontidés
| Nom binominal, nom vulgaire et citation d'auteurs | Nom vulgaire féroïen (Fo) et danois (Da) (langues officielles des îles Féroé) | Origine et statut aux îles Féroé | Aire de répartition            | Statut UICN mondial | Image   |
| ------------------------------------------------- | ----------------------------------------------------------------------------- | -------------------------------- | ------------------------------ | ------------------- | ------- |
| Delphinapterus leucas (Bélouga) (Pallas, 1776)    | Fo : — aucun — Da : Hvidhval                                                  | Erratique                        | Aire de répartition du Bélouga | [ 33 ]              | Bélouga |

### Famille:Phocœnidés
| Nom binominal, nom vulgaire et citation d'auteurs    | Nom vulgaire féroïen (Fo) et danois (Da) (langues officielles des îles Féroé) | Origine et statut aux îles Féroé | Aire de répartition                    | Statut UICN mondial | Image           |
| ---------------------------------------------------- | ----------------------------------------------------------------------------- | -------------------------------- | -------------------------------------- | ------------------- | --------------- |
| Phocoena phocoena (Marsouin commun) (Linnaeus, 1758) | Fo : Nísa Da : Marsvin                                                        | Autochtone                       | Aire de répartition du Marsouin commun | [ 34 ]              | Marsouin commun |

### Famille:Physétéridés
| Nom binominal, nom vulgaire et citation d'auteurs      | Nom vulgaire féroïen (Fo) et danois (Da) (langues officielles des îles Féroé) | Origine et statut aux îles Féroé | Aire de répartition                   | Statut UICN mondial | Image          |
| ------------------------------------------------------ | ----------------------------------------------------------------------------- | -------------------------------- | ------------------------------------- | ------------------- | -------------- |
| Kogia sima (Cachalot nain) (Owen, 1866)                | Fo : — aucun — Da : Lille dværgkaskelot                                       | Erratique                        | Aire de répartition du Cachalot nain  | [ 36 ]              | Cachalot nain  |
| Physeter macrocephalus (Grand Cachalot) Linnaeus, 1758 | Fo : Avgustur Da : Kaskelothval                                               | Autochtone                       | Aire de répartition du Grand Cachalot | [ 37 ]              | Grand Cachalot |

### Famille:Ziphiidés
| Nom binominal, nom vulgaire et citation d'auteurs             | Nom vulgaire féroïen (Fo) et danois (Da) (langues officielles des îles Féroé) | Origine et statut aux îles Féroé | Aire de répartition                               | Statut UICN mondial | Image                   |
| ------------------------------------------------------------- | ----------------------------------------------------------------------------- | -------------------------------- | ------------------------------------------------- | ------------------- | ----------------------- |
| Hyperoodon ampullatus (Hypérodon boréal) (Forster, 1770)      | Fo : Døglingur Da : Nordlig døgling                                           | Autochtone                       | Aire de répartition du Hypérodon boréal           | [ 38 ]              | Hypérodon boréal        |
| Mesoplodon bidens (Mésoplodon de Sowerby) (Sowerby, 1804)     | Fo : — aucun — Da : Næbhval                                                   | Erratique                        | Aire de répartition du Mésoplodon de Sowerby      | [ 40 ]              | Mésoplodon de Sowerby   |
| Ziphius cavirostris (Baleine à bec de Cuvier) G. Cuvier, 1823 | Fo : — aucun — Da : Småhovedet hval                                           | Erratique                        | Aire de répartition de la Baleine à bec de Cuvier | [ 41 ]              | Baleine à bec de Cuvier |

## Ordre:Carnivores

### Famille:Canidés
| Nom binominal, nom vulgaire et citation d'auteurs | Nom vulgaire féroïen (Fo) et danois (Da) (langues officielles des îles Féroé) | Origine et statut aux îles Féroé | Aire de répartition                | Statut UICN mondial | Image       |
| ------------------------------------------------- | ----------------------------------------------------------------------------- | -------------------------------- | ---------------------------------- | ------------------- | ----------- |
| Vulpes vulpes (Renard roux) (Linnaeus, 1758)      | Fo : — aucun — Da : Rød ræv                                                   | Peut-être autochtone,            | Aire de répartition du Renard roux | [ 42 ]              | Renard roux |

### Famille:Odobénidés
| Nom binominal, nom vulgaire et citation d'auteurs | Nom vulgaire féroïen (Fo) et danois (Da) (langues officielles des îles Féroé) | Origine et statut aux îles Féroé | Aire de répartition          | Statut UICN mondial | Image |
| ------------------------------------------------- | ----------------------------------------------------------------------------- | -------------------------------- | ---------------------------- | ------------------- | ----- |
| Odobenus rosmarus (Morse) (Linnaeus, 1758)        | Fo : Roysningur Da : Hvalros                                                  | Erratique                        | Aire de répartition du Morse | [ 44 ]              | Morse |

### Famille:Phocidés
| Nom binominal, nom vulgaire et citation d'auteurs               | Nom vulgaire féroïen (Fo) et danois (Da) (langues officielles des îles Féroé) | Origine et statut aux îles Féroé      | Aire de répartition                        | Statut UICN mondial | Image               |
| --------------------------------------------------------------- | ----------------------------------------------------------------------------- | ------------------------------------- | ------------------------------------------ | ------------------- | ------------------- |
| Erignathus barbatus (Phoque barbu) (Erxleben, 1777)             | Fo : Granarkópur Da : Remmesæl                                                | Erratique                             | Aire de répartition du Phoque barbu        | [ 45 ]              | Phoque barbu        |
| Cystophora cristata (Phoque à capuchon) (Erxleben, 1777)        | Fo : Klappus Da : Klapmyds                                                    | Erratique                             | Aire de répartition du Phoque à capuchon   | [ 46 ]              | Phoque à capuchon   |
| Halichoerus grypus (Phoque gris) (Fabricius, 1791)              | Fo : Láturkópur Da : Gråsæl                                                   | Autochtone                            | Aire de répartition du Phoque gris         | [ 47 ]              | Phoque gris         |
| Pagophilus groenlandicus (Phoque du Groenland) (Erxleben, 1777) | Fo : Grønlandskópur Da : Grønlandssæl                                         | Erratique                             | Aire de répartition du Phoque du Groenland | [ 48 ]              | Phoque du Groenland |
| Phoca vitulina (Phoque veau marin) Linnaeus, 1758               | Fo : Steinkópur Da : Spættet sæl                                              | Autochtone (Disparu, puis erratique), | Aire de répartition du Phoque veau marin   | [ 50 ]              | Phoque veau marin   |
| Pusa hispida (Phoque annelé) (Schreber, 1775)                   | Fo : Ringkópur Da : Ringsæl                                                   | Erratique                             | Aire de répartition du Phoque annelé       | [ 51 ]              | Phoque annelé       |